# Carol Goodman
Pour les articles homonymes, voir Goodman.
Carol Goodman, née le 10 février 1959 à Philadelphie (Pennsylvanie), est une femmes de lettres américaine, auteure de roman policier, de thriller, de roman gothique et d'ouvrages de littérature d'enfance et de jeunesse.

## Biographie
Carol Goodman fait des études supérieures au Vassar College, où elle obtient un diplôme en latin. Après ses études, elle devient professeur de création littéraire au State University of New York at New Paltz (en).
En 2002, elle publie son premier roman, L'Appel du lac (The Lake of Dead Languages). Avec son deuxième roman, The Seduction of Water, elle est lauréate du prix Hammett 2003 du meilleur roman pour adolescents.
En 2010, avec son mari Lee Slominsky, elle commence une série de trois romans signée Lee Carroll. Elle utilise également le pseudonyme Juliet Dark pour la série Fairwick Chronicles.

## Œuvre

### Romans signés Carol Goodman

#### SérieFairwick Chronicles
- Incubus (2011)
- Water Witch (2012)
- Dark Possession (2012)

#### SérieBlythewood
- Blythewood (2013)
- Ravencliffe (2014)
- Hawthorn (2015)

#### Autres romans
- The Lake of Dead Languages (2002) Publié en français sous le titre L'Appel du lac, traduit par Catherine Ludet, Paris, France Loisirs, 2005  (ISBN 2-7441-8184-6) ; réédition, Paris, Éditions de l'Archipel, 2006  (ISBN 2-84187-809-0) ; réédition, Paris, J'ai lu no 8568, 2008  (ISBN 978-2-290-00393-0)
- The Seduction of Water (2003)
- The Drowning Tree (2004)
- The Ghost Orchid (2006)
- The Sonnet Lover (2007)
- The Night Villa (2008)
- Arcadia Falls (2010)
- River Road(2016)
- The Widow’s House (2017)
- The Other Mother (2018)
- The Night Visitors (2019)
- The Sea of Lost Girls (2020)
- The Stranger Behind You (2021)
- The Disinvited Guest (2022)
- The Bones of the Story (2023)
- Return to Wyldcliffe Heights (2024)

### Romans signés Lee Carroll
Coécrit avec Lee Slonimsky

#### SérieBlack Swan Rising
- Black Swan Rising (2010)
- The Watchtower (2011)
- The Shapestealer (2013)

### Romans signés Juliet Dark

#### SérieFairwick Chronicles
- The Demon Lover (2011)
- The Water Witch (2013)
- The Angel Stone (2013)

## Prix et distinctions

### Prix
- Prix Hammett 2003 du meilleur roman pour adolescents  pour The Seduction of Water[2]
- Prix Mary-Higgins-Clark 2018 pour The Widow’s House[3]
- Prix Mary-Higgins-Clark 2020 pour The Night Visitors[3]

### Nominations
- Prix Mary-Higgins-Clark 2005 pour The Drowning Tree[3]
- Prix Nero 2005 pour The Drowning Tree[4]
- Prix Mary-Higgins-Clark 2018 pour The Widow’s House[3]
- Prix Mary-Higgins-Clark 2023 pour The Disinvited Guest[5]
- Prix Mary-Higgins-Clark 2024 pour The Bones of the Story[3]
- Prix Mary-Higgins-Clark 2025 pour Return to Wyldcliffe Heights[3]